# Letana serricauda
Letana serricauda är en insektsart som beskrevs av Sigfrid Ingrisch 1990. Letana serricauda ingår i släktet Letana och familjen vårtbitare. Inga underarter finns listade i Catalogue of Life.